# Supernatural (álbum)
Supernatural es el decimoctavo álbum de estudio de la banda estadounidense Santana, publicado el 15 de junio de 1999. El álbum contó con la participación de varios artistas musicales como Dave Matthews, Everlast, Rob Thomas, Lauryn Hill, Cee-Lo, Maná, Eagle Eye Cherry y Eric Clapton. Fue certificado 15 veces como disco de platino en los Estados Unidos y ganó ocho premios Grammy y tres premios Grammy Latino. Su canción Smooth fue la número uno en el Billboard Hot 100 durante doce semanas y su canción Maria Maria integró dicha lista durante 10 semanas. Forma parte de la lista de los 100 discos que debes tener antes del fin del mundo, publicada en 2012 por Sony Music.
En la 42.ª entrega de los premios Grammy realizada el miércoles 23 de febrero de 2000, Santana ganó nueve de las diez categorías en las que fue nominado. Finalizando el espectáculo, Carlos Santana junto a Rob Thomas interpretaron la canción "Smooth". Además, el 13 de septiembre de 2000, en la primera entrega de los premios Grammy latinos, Santana ganó en las tres categorías a las cuales estaba nominado gracias a Supernatural.

## Lista de canciones

### Disco original
1. "(Da Le) Yaleo" – 5:53
2. "Love of My Life" – 5:47
  - Featuring Dave Matthews
3. "Put Your Lights On" – 4:45
  - Featuring Everlast
4. "África Bamba" – 4:42
5. "Smooth" – 4:58
  - Featuring Rob Thomas
6. "Do You Like the Way" – 5:54
  - Featuring Lauryn Hill & Cee-Lo
7. "Maria Maria" – 4:22
  - Producido po Wyclef Jean y Jerry "Wonder" Duplessis
8. "Migra" – 5:28
9. "Corazón Espinado" – 4:36
  - Featuring Maná
10. "Wishing It Was" – 4:52
  - Featuring Eagle-Eye Cherry
11. "El Farol" – 4:51
12. "Primavera" – 6:18
13. "The Calling" – 12:27
  - Featuring Eric Clapton
14. "Day of Celebration" (Bonus Track) – 4:28

Day of Celebration es un tema oculto. Puede oírse doce segundos después de The Calling.

### Disco Dos de la Edición "Legacy"
Esta edición fue lanzada el 16 de febrero de 2010, con una nueva remasterización supervisada por Santana.
1. "(Da Le) Yaleo"
2. "Love of My Life"
  - Featuring Dave Matthews
3. "Put Your Lights On"
  - Featuring Everlast
4. "Africa Bamba"
5. "Smooth"
  - Featuring Rob Thomas
6. "Do You Like the Way"
  - Featuring Lauryn Hill & Cee-Lo
7. "Maria Maria"
  - Producido po Wyclef Jean y Jerry "Wonder" Duplessis
8. "Migra"
9. "Corazón Espinado"
  - Featuring Maná
10. "Wishing It Was"
  - Featuring Eagle-Eye Cherry
11. "El Farol"
12. "Primavera"
13. "The Calling"
  - Featuring Eric Clapton
14. "Day of Celebration"
15. "Bacalao Con Pan"
16. "Angel Love (Come For Me)"
17. "Rain Down On Me"
  - Featuring Dave Matthews & Carter Beauford
18. "Corazón Espinado (Spanish Dance Remix)"
  - Featuring Maná
19. "One Fine Morning"
20. "Exodus/Get Up Stand Up (Bob Marley cover)"
21. "Ya Yo Me Cure"
22. "Maria Maria (Pumpin' Dolls Club Mix)"
  - Featuring The Product G&B
23. "Smooth (Instrumental)"
24. "The Calling Jam"
  - Featuring Eric Clapton
25. "Olympic Festival"

## Certificaciones

### Premios Grammy
| Nominaciones                                       | Canción            | Resultado |
| -------------------------------------------------- | ------------------ | --------- |
| Grabación del año                                  | Smooth             | Lo ganó   |
| Álbum del año                                      | Supernatural       | Lo ganó   |
| Canción del año                                    | Smooth             | Lo ganó   |
| Interpretación Pop a Dúo o Grupo Vocal             | Maria Maria        | Lo ganó   |
| Colaboración pop Vocalizada                        | Smooth             | Lo ganó   |
| Mejor Interpretación Pop Instrumental              | El Farol           | Lo ganó   |
| Mejor Interpretación de Rock por Dúo o Grupo Vocal | Put Your Lights On | Lo ganó   |
| Mejor Interpretación de Rock Instrumental          | The Calling        | Lo ganó   |
| Mejor Álbum de Rock                                | Supernatural       | Lo ganó   |
| Mejor Álbum Pop del Año                            | Supernatural       | Nominado  |

### Premios Grammy Latino
| Nominaciones                                       | Canción          | Resultado |
| -------------------------------------------------- | ---------------- | --------- |
| Grabación del año                                  | Corazón Espinado | Lo ganó   |
| Mejor Interpretación Pop Instrumental              | El Farol         | Lo ganó   |
| Mejor Interpretación de Rock por Dúo o Grupo Vocal | Corazón Espinado | Lo ganó   |